# Quell'antico amore
Quell'antico amore è un romanzo di Carlo Laurenzi pubblicato nel 1972.  Nello stesso anno vinse il Premio Selezione Campiello.

## Trama

### Parte prima:La corrosione degli anni
L'autore racconta di essere entrato in possesso, per eredità, delle carte appartenute a un suo prozio, un cardinale suo omonimo, nelle quali trattava della relazione tra il duca di Parma Carlo III e la sua amante, Argia Vernaldi. Il cardinale, durante una convalescenza, aveva trasmesso le informazioni in suo possesso a un individuo che chiamava "il professore", il quale pensava di trarne materiale per un romanzo, che però il prelato non volle che fosse pubblicato. L'autore divaga poi sul rapporto avuto coi suoi famigliari, in particolare col padre, un uomo che non riuscì a realizzare le proprie ambizioni e uscì sconfitto dalla vita.

### Parte seconda:Lettere di speranza
Nel 1850, Carlo III si fermava spesso a Viareggio usando il titolo di conte di Mulazzo per mantenere una sorta d'incognito. Nella cittadina toscana notò la giovane fiorentina Argia, in villeggiatura con la sua famiglia di rango marchionale. Carlo si sentiva più legato alla sua terra natale, la Versilia, che a quella di cui era sovrano, tanto che dopo il suo assassinio fu seppellito per sua volontà in una cappella funebre nel parco della sua villa a Viareggio.

### Parte terza:«Gli amplessi e le lacrime»
Nel 1848 il barone svizzero Martino Koeppmer, militare di carriera, si recò a Genova per prendere con sé suo figlio Andrea, generato da una sua relazione extraconiugale avuta una ventina d'anni prima con la principessa Maria Antonietta, figlia del re delle Due Sicilie, e che era stato affidato subito dopo la nascita ai nobili molisani de Andreis. 
Fu proprio questo Andrea ad essere designato come sposo di Argia allorché ella rimase incinta del duca. All'inizio del corteggiamento, Argia aveva confidato le mire del duca alla madre Ecùba, che aveva spronato la figlia ad essere disponibile, curando più il fatto di trarre vantaggi dal rapporto con la famiglia Borbone che il fatto che il duca fosse già sposato. La relazione adulterina scatenò anche la gelosia della moglie legittima, la duchessa Luigia Maria, che criticava il marito anche per la sua decisione di affidare le finanze del ducato a Tomaso Ward, che il duca stimava dai tempi di Lucca. Costui si rese però meglio accetto alla duchessa negoziando le nozze tra Argia e Andrea Koeppmer; la giovane fiorentina impose come condizione di non essere costretta ad avere rapporti carnali col marito.
Il giovane Koeppmer ottenne poi un incarico diplomatico presso la corte di Spagna a Madrid, dove Argia partorì una bambina a cui fu dato il nome d'Isabella. Il loro matrimonio apparve felice a chi non conosceva i dettagli della loro unione.

### Parte quarta:Un'amarezza lontana
Nella quarta parte il narratore è il cardinale Carlo Laurenzi, che in data 1º dicembre 1881 esprime le proprie opinioni sul romanzo che sta scrivendo "il professore", che nelle speranze di lui dovrebbe emulare I promessi sposi. Racconta del rapporto personale avuto col duca Carlo III, del quale ritiene che la cattiva fama presso i sudditi fosse immeritata, e rivela che Andrea Koeppmer raccontò tutto al suocero, che per questo ripudiò la figlia. Esprime poi preoccupazione per la solidità della propria fede e per l'avvenire della Chiesa.

## Stile
Lo stile del romanzo è difficile e crea una consapevole sfida al lettore. Nelle parole dell'autore: «ciò che invoco dal lettore è un invito a penetrare e a riflettere, non un avallo».

## Edizioni
- Carlo Laurenzi, Quell'antico amore, Milano, Rusconi Libri, 1972, ISBN 8818060600.
- Carlo Laurenzi, Quell'antico amore, collana I tascabili Marsilio, Venezia, Marsilio Editori, 1998, ISBN 883176991X.

## Adattamento
Dal romanzo è stato tratto uno sceneggiato televisivo (Quell'antico amore), trasmesso in cinque puntate nel 1981, per la regia di Anton Giulio Majano. Tra gli interpreti, Giuseppe Pambieri, Isabella Goldman, Alida Valli e i giovani talenti della danza Tiziana Lauri e Raffaele Paganini.